# Campanila San Giorgio Maggiore
Campanila San Giorgio Maggiore din Veneția este un turn clopotniță înalt de 63 de metri, care este situat pe insula San Giorgio Maggiore vizavi de Piazzetta San Marco.

## Vezi și

Panoramă a Veneţiei din Campanila San Giorgio Maggiore

## Descriere
Campanila este un turn înalt din cărămidă roșie și din piatră albă de Istria. Fleșa sa înverzită de timp este foarte subțire și oferă edificiului o verticalitate frumoasă. În vârful acoperișului se află statuia unui înger. Turnul clopotniță are șase clopote care sună la fiecare jumătate de oră între orele 7 și 21.

## Istoric
Prima campanilă s-a prăbușit în 1442 ca urmare a daunelor provocate de vânturile puternice. Ea a fost reconstruită aproape identic în 1467, dar s-a prăbușit iarăși la 27 februarie 1774, omorând un călugăr și rănind pe alți doi. Reconstruită ultima dată în 1791 în stil neoclasic, a treia campanilă este vizibilă încă și astăzi.

## Vizitare
Campanila San Giorgio Maggiore este a treia campanilă ca înălțime din Veneția și una dintre cele două în care se mai poate urca, cealaltă fiind San Marco. Acolo se urca pe rampe line, iar astăzi există un ascensor accesibil din bazilica aflată în apropiere. Din vârful campanilei se deschide o panoramă largă asupra Veneției.